# Мухаммад аш-Шейх аль-Магді
Мухаммед аш-Шейх аль-Магді (д/н — 1504/1505) — 1-й султан Марокко з династії Ваттасидів.

## Біографія
Походив з берберського племені бану-ваттасі зі Східного Марокко. Син візира Абу Захарія Яхья аль-Ваттасі, який фактично керував державою за малолітнього султана Абд аль-Хакка II з династії Маринидів. після смерті батька 1448 року посаду візира послідовно обіймали стрийко Алі і старший брат Яхья. Завдяки цьому Ваттасиди фактично стали правителями Марокко. Цьому вирішив покласти край султан Абд аль-Хакк II, що влаштував змову проти Ваттасидів у 1459 році. Внаслідок цього брата Мухаммеда - візира Яхью було вбито, проте Мухаммед аш-Шейх з іншим братом врятувався.
Мухаммед укрыпився у приморському місті Асіла, звідки почав боротьбу проти султана. На бік Ватассидів перейшли міста північного Марокко. Зрештою у 1465 році під час повстання в Фесі загинув Абд аль-Хакк II, в результаті чого династія Маринидів припинила існування. Мухаммед аш-Шейх почав боротьбу з іншими претендентами на владу.
У 1471 році оголосив себе султаном. Того ж року, скориставшись хаосом в Марокко, на узбережжі неподалік Асіли висадився португальський король Афонсу V з 24 тис. (за іншими відомостями 30 тис.) вояками і захопив Асілу від імені Португальської корони. В результаті, під владою португальців опинилася уся родина Мухаммада аш-Шейха. Тому він вимушений був укласти 20-річне перемир'я з Португалією, яке поширювалося лише на рівнинну частину країни і не стосувалося міст. Афонсу V спритно скористався вдало складеними статтями договору і 29 серпня 1471 року без будь-якого опору зайняв Танжер. Мухаммед аш-Шейх був змушений визнати португальська суверенітет над Сеутою, Ель-Ксар-ель-Кебір, Танжером і Асілою. Натомість португальці обіцяли йому підтримку в боротьбі з претендентами на трон.
У 1472 році Мухаммед аш-Шейх зайняв Фес, де офіційно став султаном Марокко. Незважаючи на це, берберські племена і марабути на півдні країни не визнали його владу. На півдні Марокко прийшла до влади династія Саадитів.
Намагаючись маневрувати між Португалією та Кастилією, у 1479 року султан Мухаммед аш-Шейх підписав договір з королевою Ізабелою I, надавши кастильцям виключне право на середземноморське узбережжя Марокко.
1481 року португальці зайняли стратегічне місто Сафі, а 1486 року — Аземмур. Султан зміг лише домовитися, що ці міста зберігають внутрішню самостійність, але платять данину Португалії.
Падіння Гранадського емірату ще більше погіршилося становище Марокко. У 1497 році іспанці захопили важливий порт Мелілья. Безсилля султана у відбитті агресії європейських держав значно послабило авторитет султана серед племен в Марокко. Хоча формально він вважався володарем всієї країни, але насправді керував в великих містах на півночі країни, контролюючи територію від Умм ар-Рбіі до Танжера.
У 1504 або 1505 році Мухаммед аш-Шейх помирає. Йому спадкував син Мухаммед аль-Буртукалі.